# Puchar Bułgarii w koszykówce kobiet
Puchar Bułgarii w koszykówce kobiet – cykliczne krajowe rozgrywki sportowe, prowadzone systemem pucharowym, organizowane corocznie (co sezon) przez Bułgarską Federację Koszykówki dla bułgarskich żeńskich klubów koszykarskich. Drugie – po mistrzostwach Bułgarii – rozgrywki w hierarchii ważności, w bułgarskiej koszykówce. Rozgrywki zostały zainicjowane w 1951.

## Lista mistrzyń
- 1951 Lokomotiw Sofia
- 1952 Slavia Sofia
- 1953 Slavia Sofia
- 1954 Lokomotiw Sofia
- 1955 Slavia Sofia
- 1956 Slavia Sofia
- 1957 Akademik Sofia
- 1960 Akademik Sofia
- 1962 NSA Sofia
- 1963 NSA Sofia
- 1965 Lokomotiw Sofia
- 1966 Slavia Sofia
- 1967 Akademik Sofia
- 1968 Lokomotiw Sofia
- 1969 Levski Sofia
- 1970 Slavia Sofia
- 1971 Slavia Sofia
- 1972 Levski Sofia
- 1973 Akademik Sofia
- 1974 Levski Sofia
- 1975 Akademik Sofia
- 1976 Levski Sofia
- 1977 Levski Sofia
- 1978 Minyor Pernik
- 1979 Minyor Pernik
- 1980 Levski Sofia
- 1981 Minyor Pernik
- 1982 Levski Sofia
- 1983 Levski Sofia
- 1984 Slavia Sofia
- 1985 Levski Sofia
- 1986 Levski Sofia
- 1987 Levski Sofia
- 1988 Minyor Pernik
- 1989 Levski Sofia
- 1990 Minyor Pernik
- 1991 Levski Sofia
- 1992 Kremikovtsi
- 1993 Kremikovtsi
- 1994 Septemvri Sofia
- 1995 Montana
- 1996 Maritsa Płowdiw
- 1997 Montana
- 1998 Montana
- 1999 Neftochimik Burgas
- 2000 Montana
- 2001 Slavia Sofia
- 2002 Akademik Płowdiw
- 2003 Slavia Sofia
- 2004 Neftochimik Burgas
- 2005 Neftochimik Burgas
- 2006 Neftochimik Burgas
- 2007 CSKA Sofia
- 2008 Neftochimik Burgas
- 2009 Montana
- 2010 Dunaj Ruse
- 2011 Dunaj Ruse
- 2012 Dunaj Ruse
- 2013 Dunaj Ruse
- 2014 Montana
- 2015 Neftochimik Burgas
- 2016 Montana
- 2017 Haskovo 2012
- 2018 Montana
- 2019 Montana

## Finały
| Sezon   | Zwycięzca                 | Wynik | Finalista                 | MVP              |
| ------- | ------------------------- | ----- | ------------------------- | ---------------- |
| 2007–08 | Lukoil Neftochimik Burgas | 82−71 | Dunaj Econt               | Zornitsa Kostova |
| 2008–09 | Monata 2003               |       |                           |                  |
| 2009–10 | Dunaj Ruse                |       |                           |                  |
| 2010–11 | Dunaj Ruse                |       |                           |                  |
| 2011–12 | Dunaj 8806                | 81−75 | Lukoil Neftochimik Burgas | Adrienne Johnson |
| 2012–13 | Dunaj 8806                | 87−69 | Neftochimik 2010          | Amanda Johnson   |
| 2013–14 | Montana 2003              | 75−64 | Haskovo 2012              |                  |
| 2014–15 | Neftochimik 2010 Burgas   | 67−59 | Haskovo 2012              |                  |
| 2015–16 | Montana 2003              | 77−57 | Beroe Stara Zagora        |                  |
| 2016–17 | Haskovo 2012              | 92−78 | Montana 2003              |                  |
| 2017–18 | Montana 2003              |       |                           |                  |
| 2018–19 | Montana 2003              | 58−51 | Beroe Stara Zagora        |                  |